# جیمز ۲۳۳۵
سیارک ۲۳۳۵ (به انگلیسی: 2335 James، نامگذاری:1974UB) دو هزار و سیصد و سی و پنجمین سیارک کشف شده‌است که در ۱۷ اکتبر ۱۹۷۴ کشف شد.
قدر مطلق سیارک برابر ۱۳٫۸۰ است.